# Rue Linné (Paris)
Pour les articles homonymes, voir Rue Linné.
La rue Linné est une voie située dans le quartier du Jardin-des-Plantes dans le 5e arrondissement de Paris.

## Situation et accès
Elle relie le Jardin des plantes, côté rue Geoffroy-Saint-Hilaire, à l'université de Jussieu.
Le quartier est desservi par les lignes 7 et 10 à la station Jussieu.

## Origine du nom

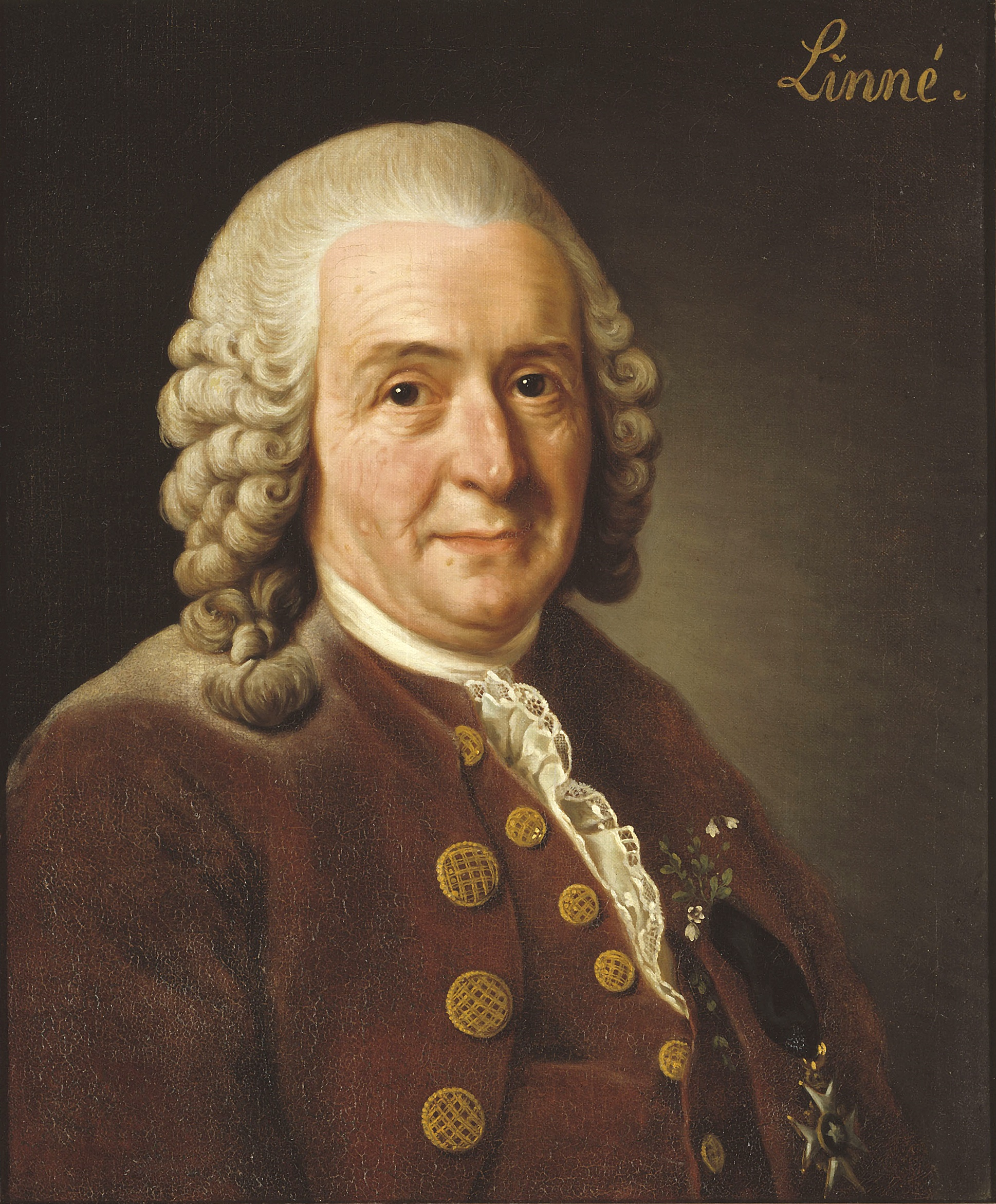
Carl von Linné.

Elle a été nommée d'après le naturaliste suédois, Carl von Linné (1707-1778).

## Historique
La rue Linné, comme la rue Geoffroy-Saint-Hilaire qui la prolonge et la rue Jussieu, est une ancienne section de la rue du Faubourg-Saint-Victor. À l'emplacement de l'actuel no 2 de la rue des Écoles s'est élevée de 1210 à 1684 la porte Saint-Victor de l'enceinte Philippe Auguste, ce nom de Saint-Victor étant celui de l'abbaye que l'on rencontrait sitôt franchie la porte de Paris.

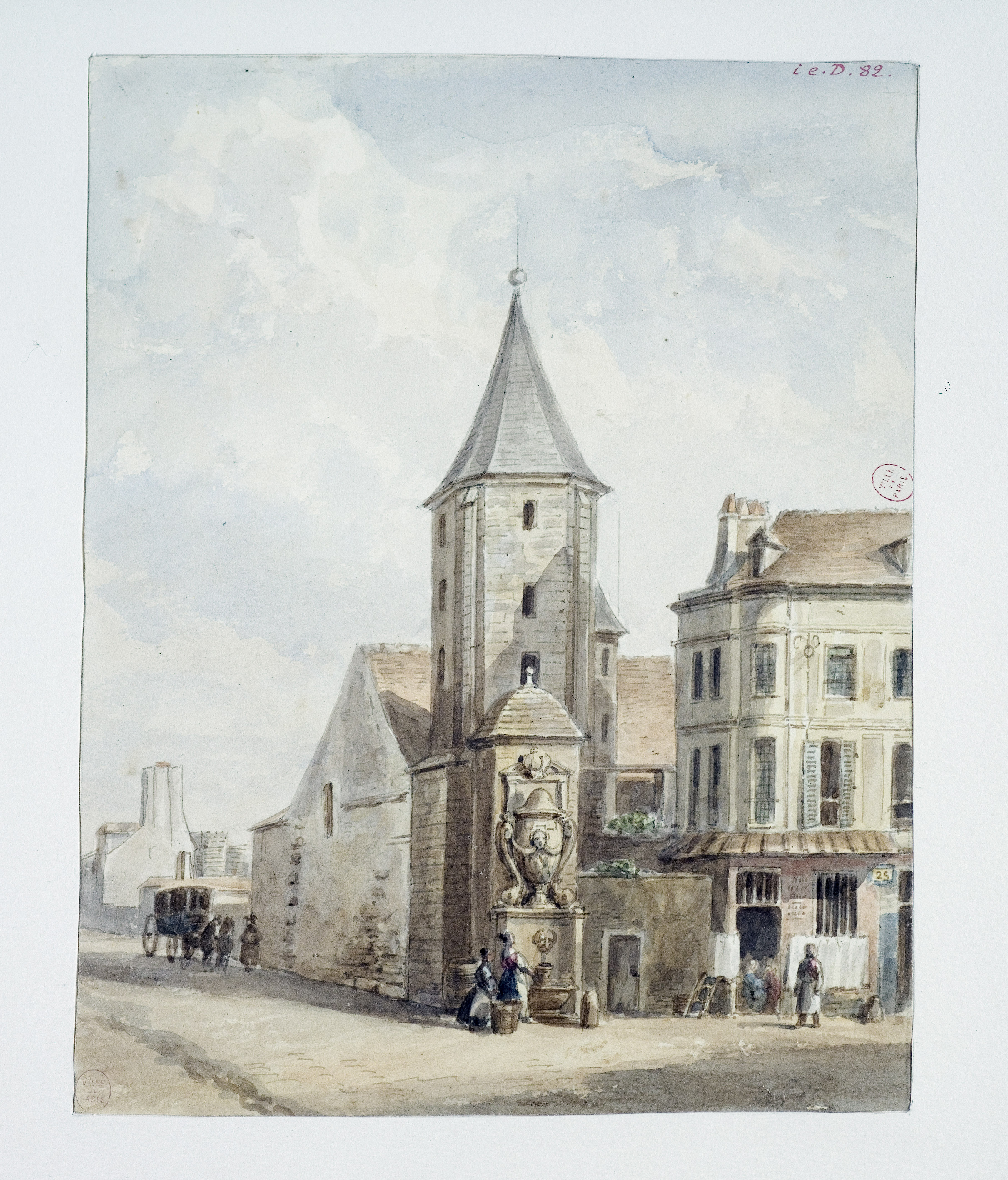
La tour d'Alexandre et la fontaine Saint-Victor, à l'emplacement de la fontaine Cuvier actuelle.
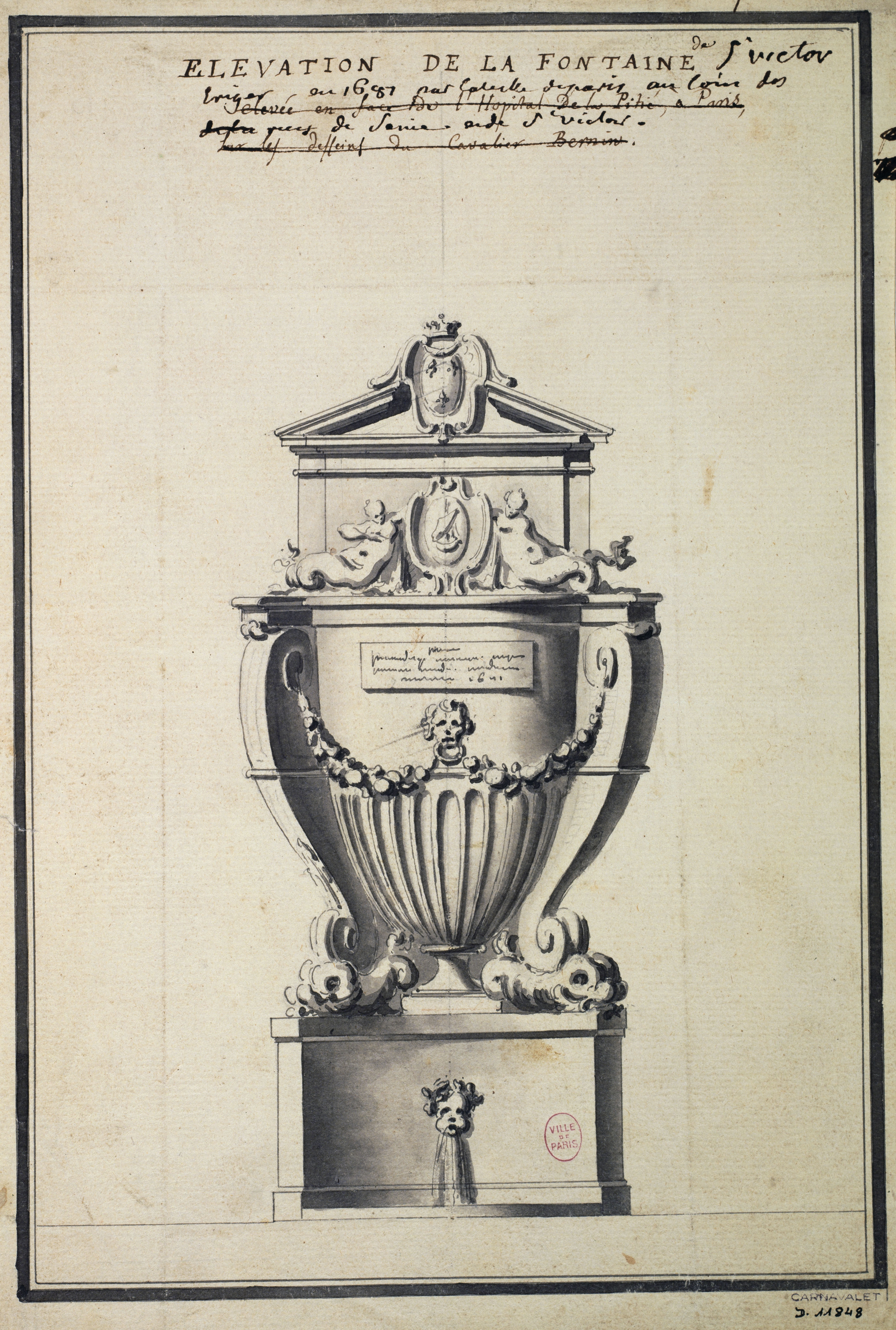
Détail de l'élévation de la fontaine Saint-Victor.
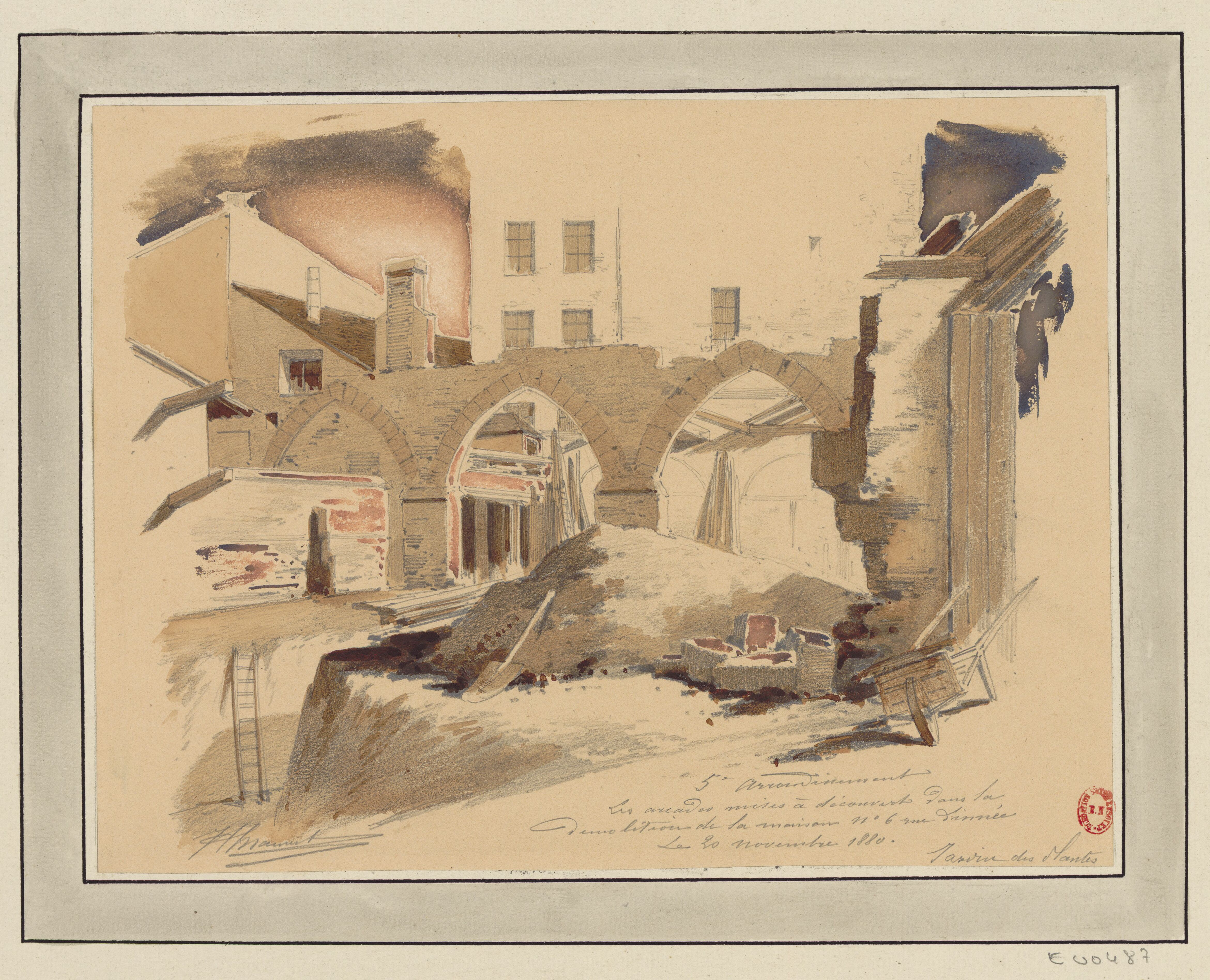
No 6 : arcades mises à jour en 1880 lors de la démolition de la maison.
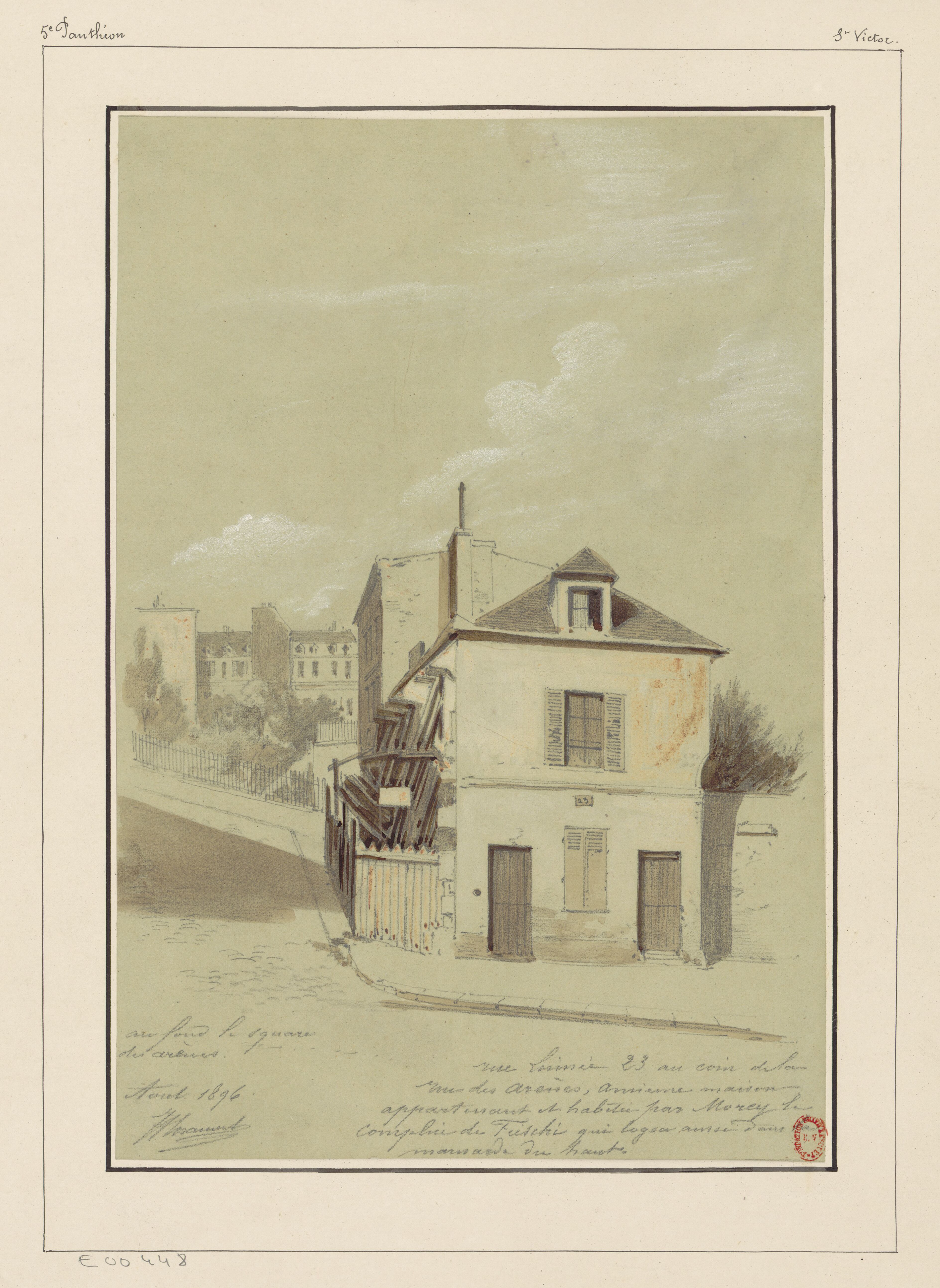
No 23 : vue du coin avec la rue des Arènes en 1896 (dessin de Jules-Adolphe Chauvet).

## Bâtiments remarquables et lieux de mémoire
- No 2 : fontaine Cuvier, à l'angle de la rue Cuvier, qui a remplacé l'ancienne fontaine Saint-Victor.
- No 4 : à l'intérieur de la cour, on peut voir des traces d'arcades ogivales, vestiges de l'ancienne abbaye Saint-Victor, aujourd'hui disparue[2]
- No 5 : à cette hauteur était situé le cimetière de l’ancien hôpital de la Pitié[3].
- No 9 : vieille maison qui a dû appartenir au couvent de la Congrégation Notre-Dame, établissement d'instruction pour jeunes filles. Cet établissement, fermé en 1790, rouvert en 1821, a disparu en 1860 par expropriation.
- No 24 (et 7 à 9, place Jussieu) : immeuble de style néo-Renaissance construit en 1842 par les architectes Totrain et Vigreux. Les sculptures sont l’œuvre de Adolphe-Paul Giraud[4],[5]. L'immeuble occupe l’emplacement de l’entrée principale de l’ancienne abbaye Saint-Victor[3].
- No 25 : entrée des anciens réservoirs Saint-Victor, aujourd'hui réhabilitée en Maison des associations.

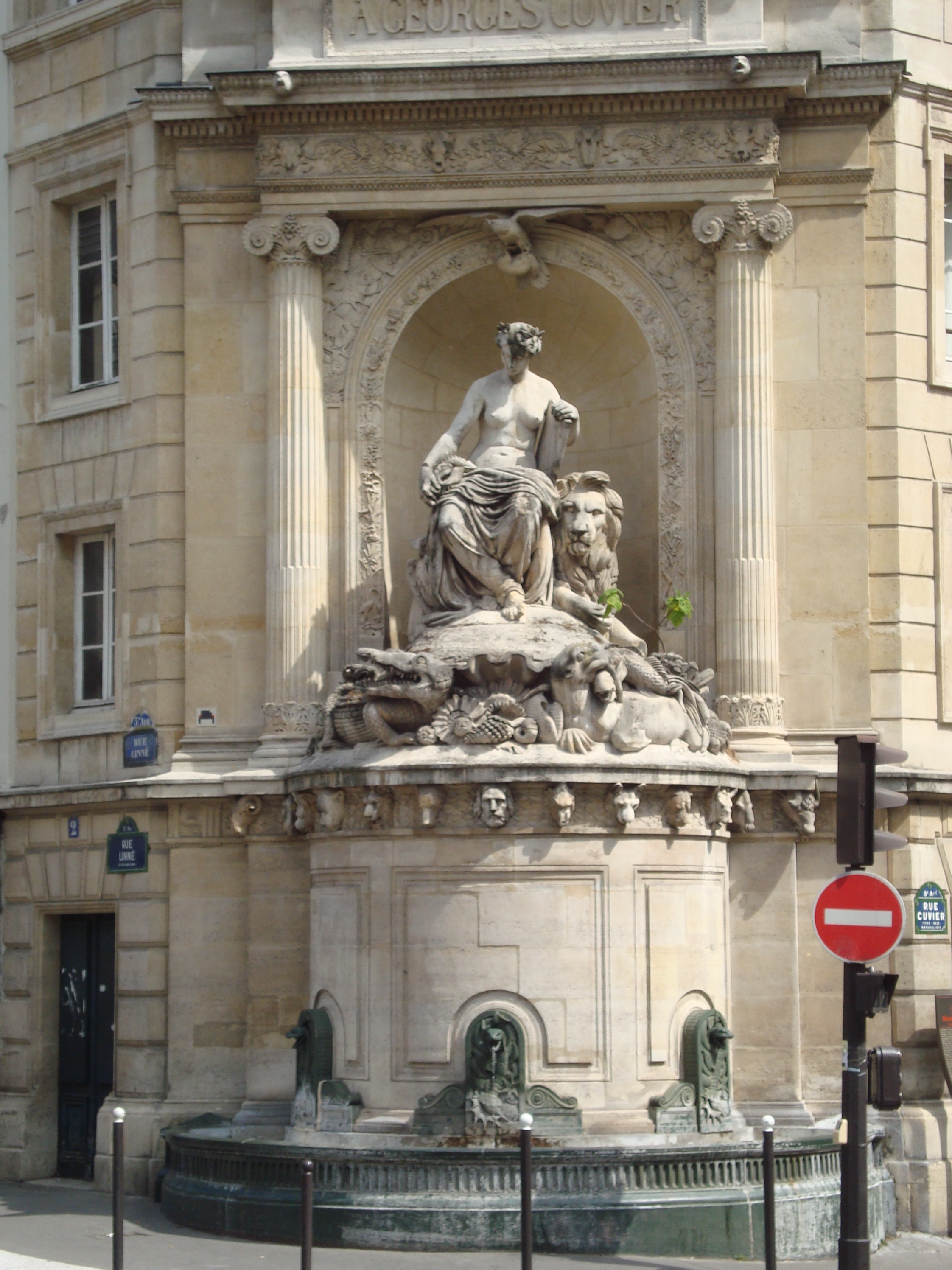
No 2 : la fontaine Cuvier.
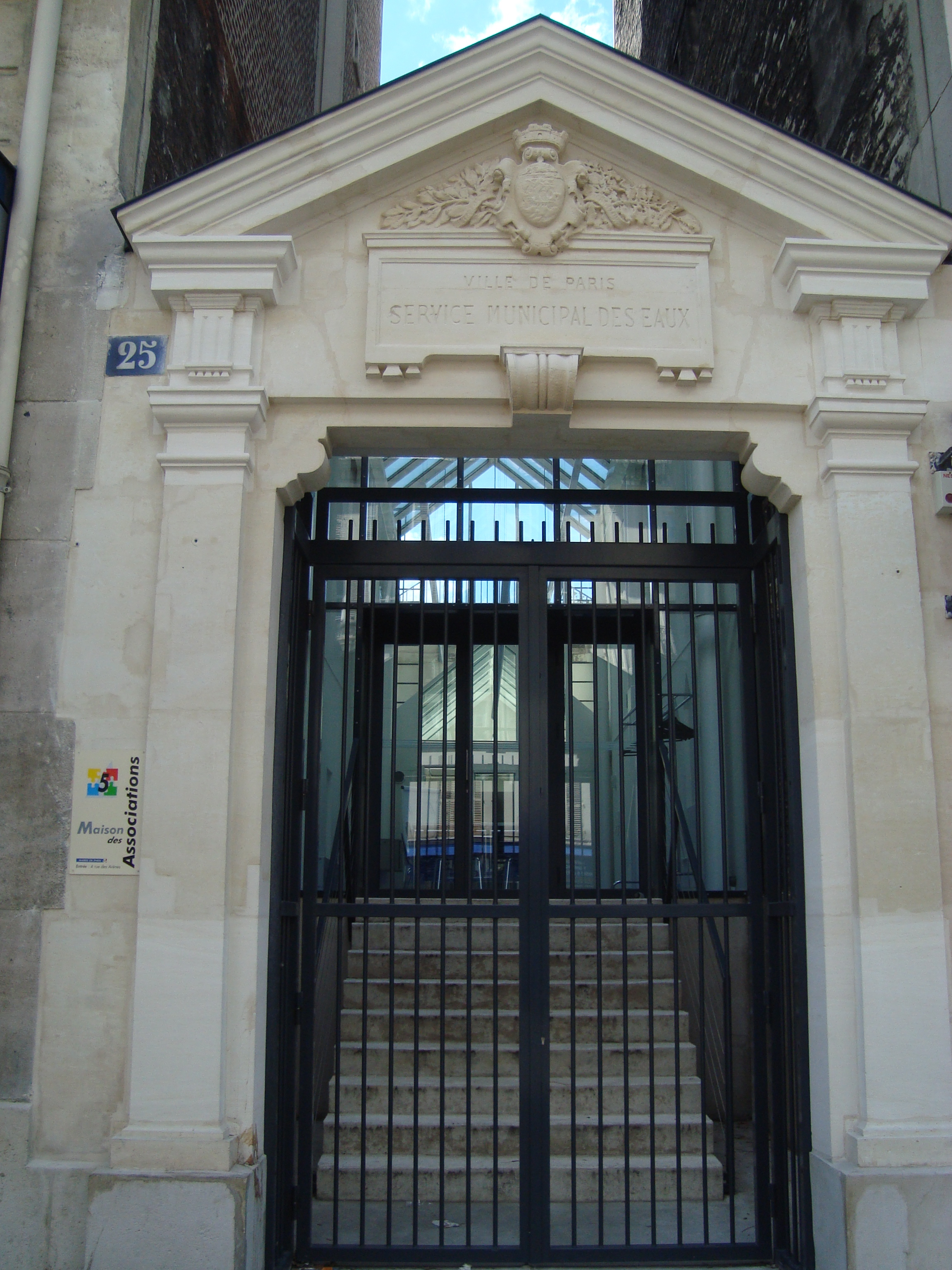
No 25 : entrée des anciens réservoirs Saint-Victor.
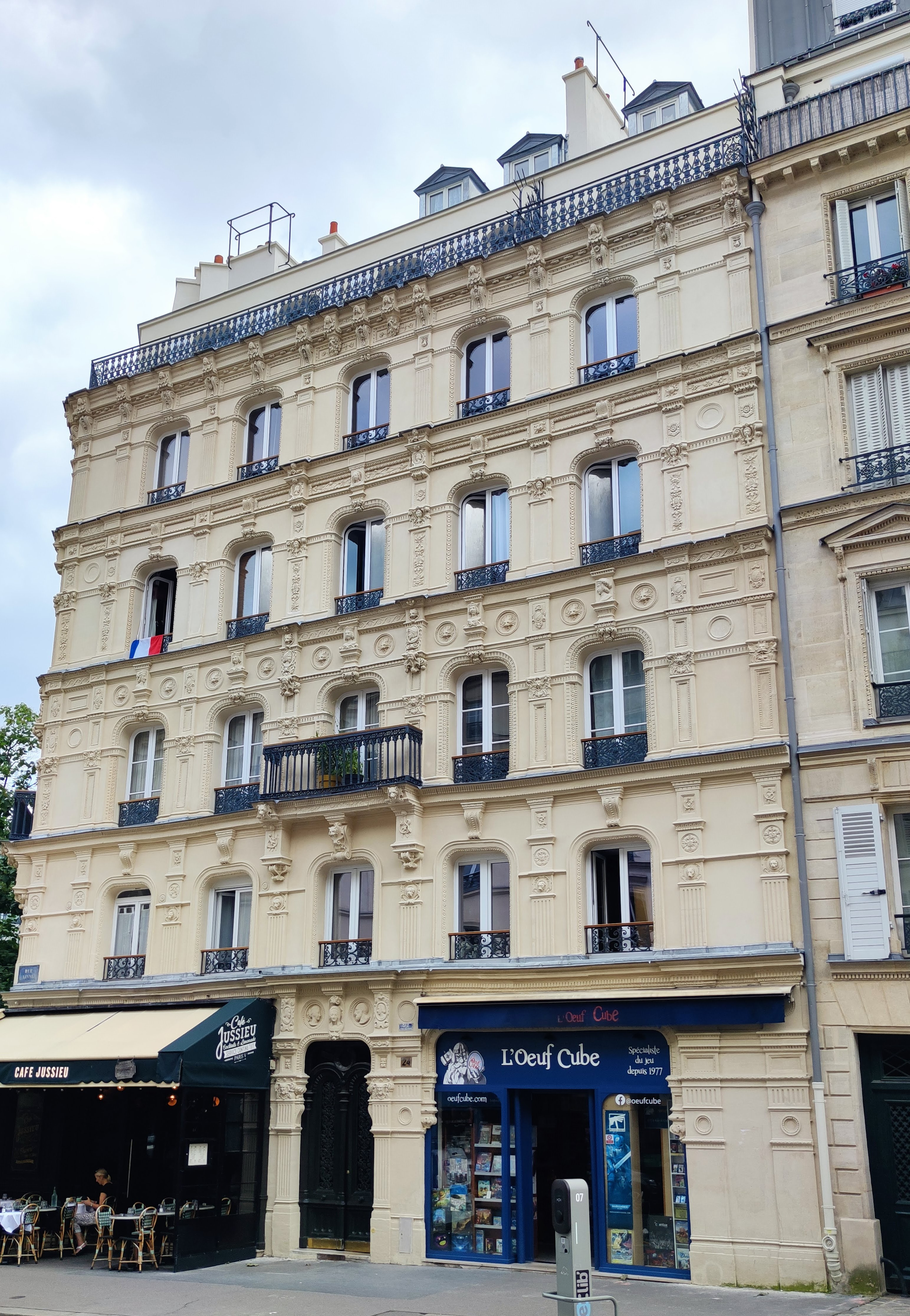
No 24.
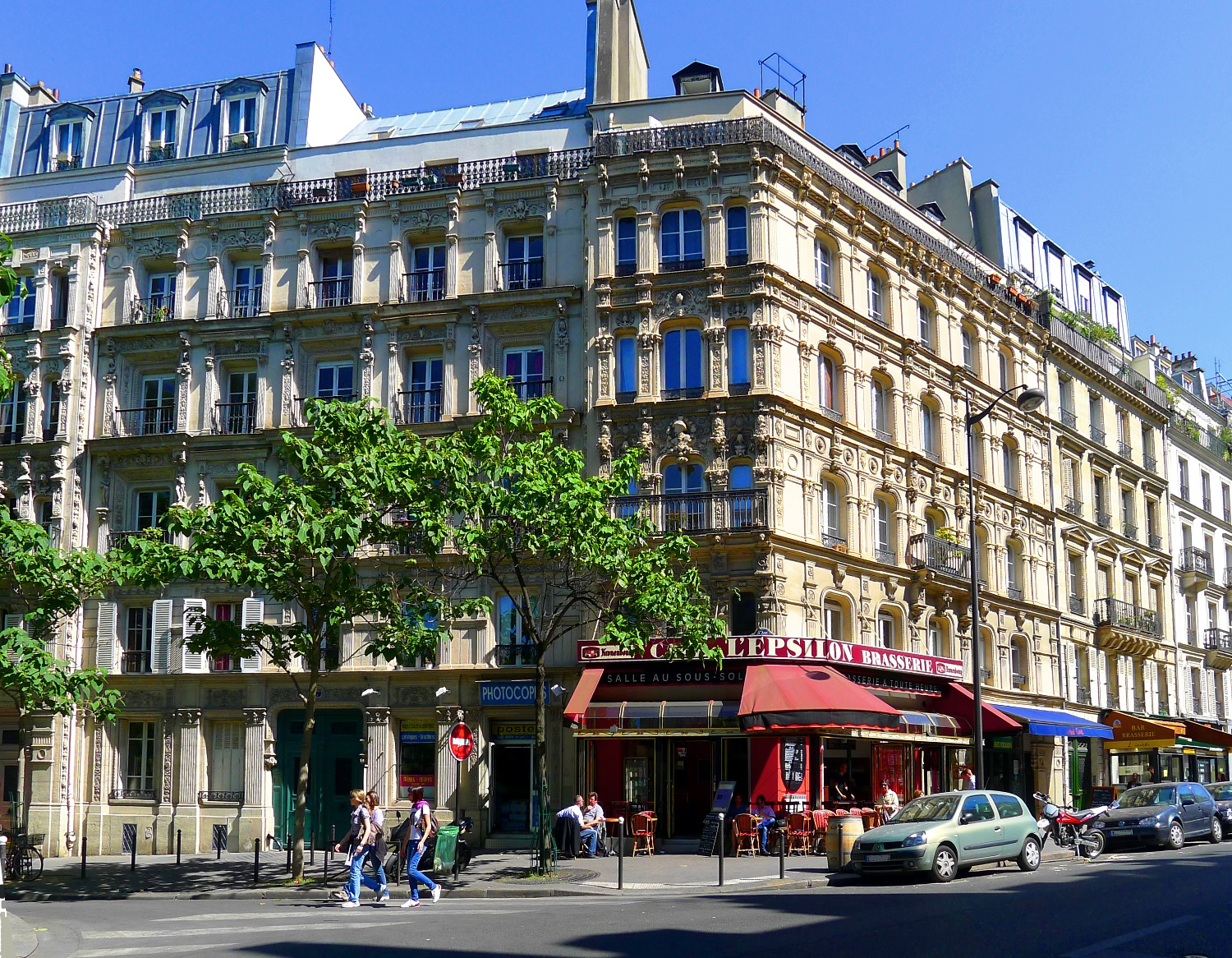
No 24 : à l'angle de la rue et de la place Jussieu.

Parmi les habitants célèbres de la rue peuvent être cités :
- Georges Perec vécut au no 13[6].
- Jean Le Moal habita au no ?[réf. nécessaire].
- Stanislas Fumet vécut au no 15.

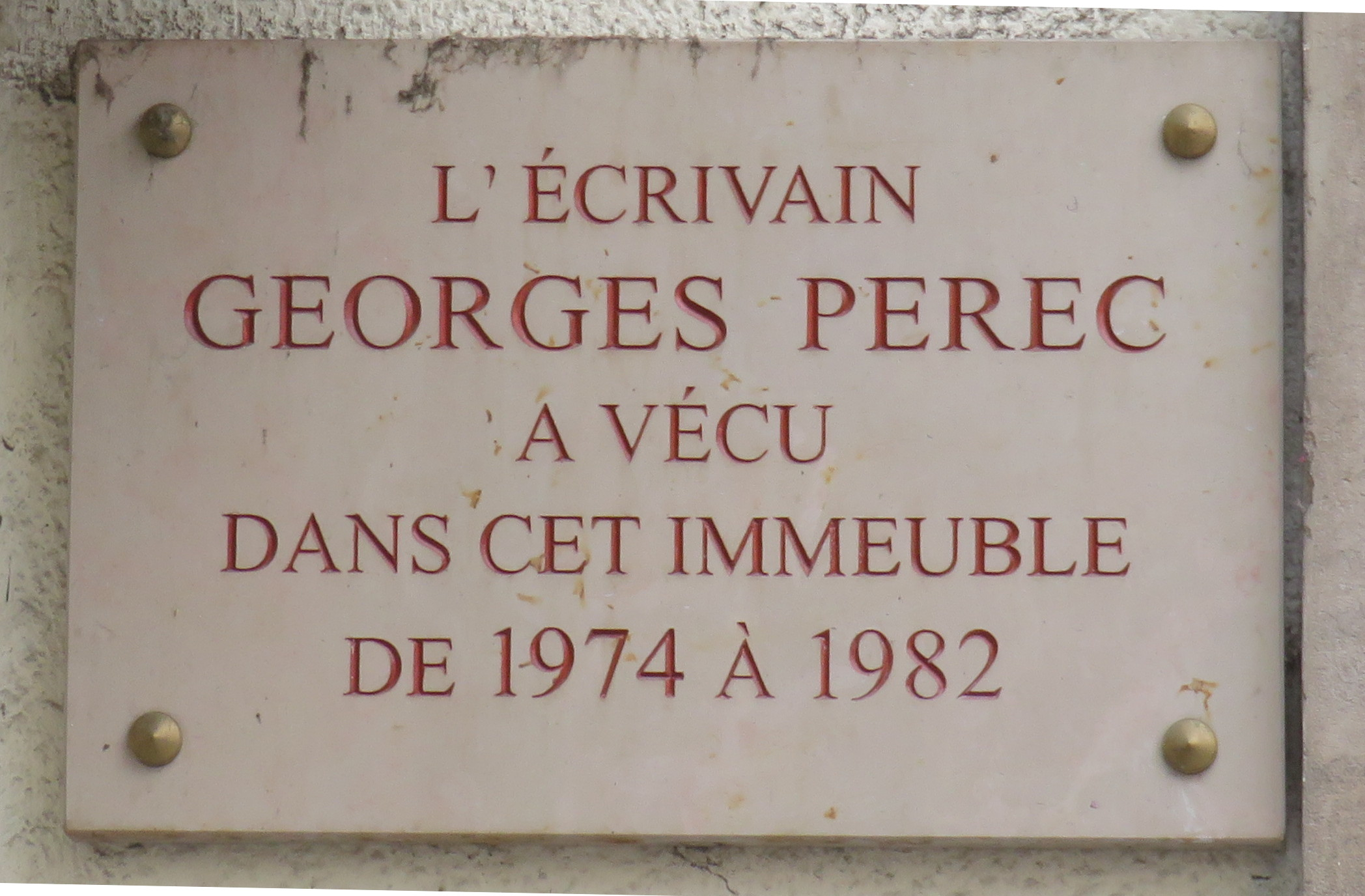
Plaque au 13, rue Linné.
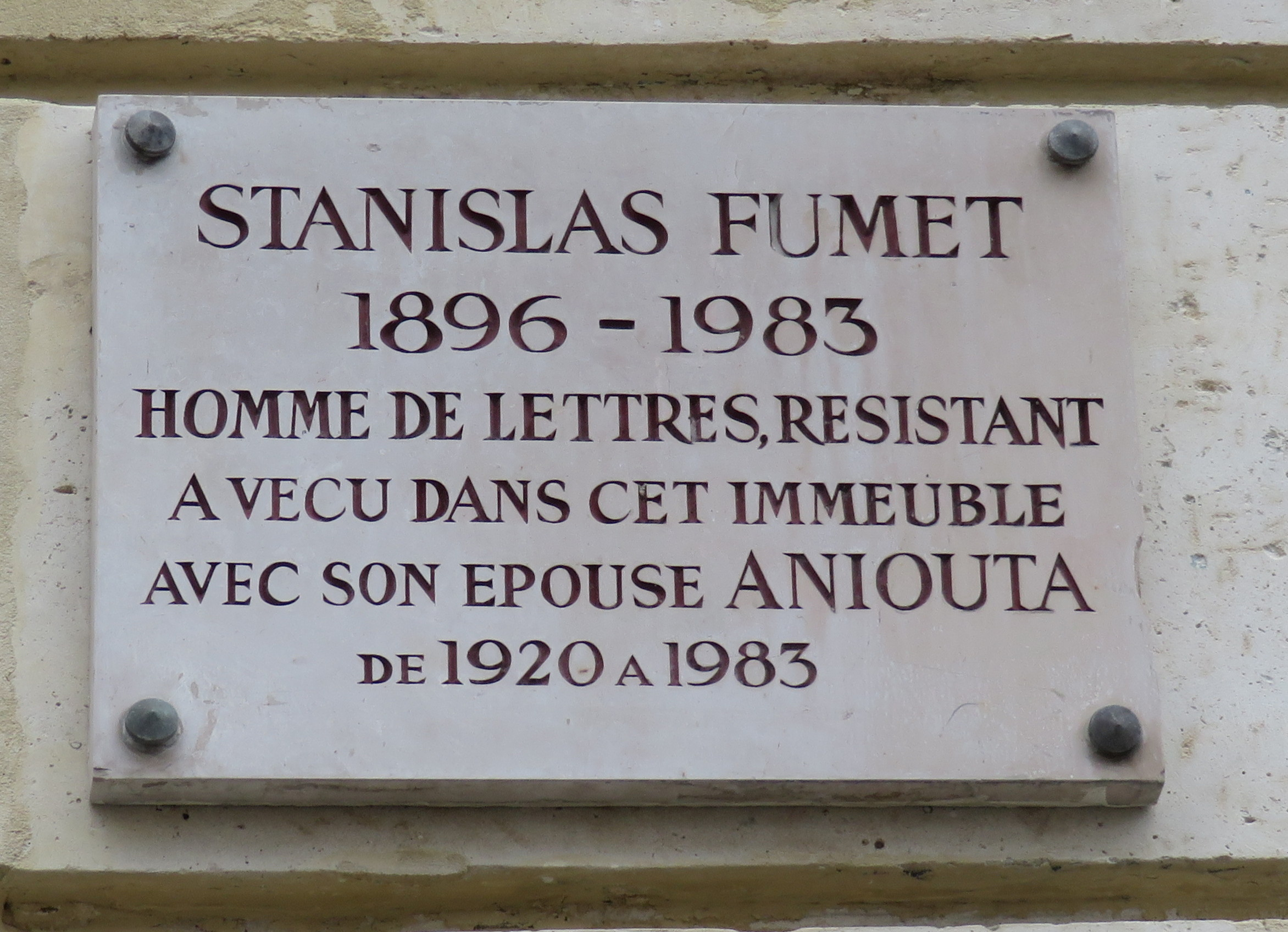
Plaque au 15, rue Linné.

Cette rue est par ailleurs le cadre d'une grande partie du roman de Douglas Kennedy, La Femme du Ve, paru en 2007.